# Estadio Misael Delgado
Het Estadio Misael Delgado is een multifunctioneel stadion in Valencia, een stad in Venezuela. 
Het stadion wordt vooral gebruikt voor voetbalwedstrijden, de voetbalclub Carabobo FC maakt gebruik van dit stadion. In het stadion is plaats voor 12.000 toeschouwers. Het stadion werd geopend in 1963.